# Novedad (propiedad industrial)
En la propiedad industrial existen dos tipos de novedad, que se pueden resumir en una única definicíón: que nadie lo haya hecho antes.

## La novedad en las invenciones
Una invención es nueva si no está incluida en el estado de la técnica.
Según la legislación aplicable, la invención ha de compararse con un único documento de dicho estado del arte, en el que debe aparecer exactamente la invención, sin añadir o eliminar nada, o se permite un cierto grado de libertad en cuanto a equivalencias.
Es un requisito objetivo para la concesión de una patente o modelo de utilidad, junto a la actividad inventiva y la aplicabilidad industrial.

## La novedad en el diseño industrial
Un diseño industrial es nuevo cuando ningún otro diseño idéntico, es decir, cuyas diferencias con el estudiado son irrelevantes, ha sido hecho público o comercializado con anterioridad.